# Nançay
Nançay är en kommun i departementet Cher i regionen Centre-Val de Loire i de centrala delarna av Frankrike. Kommunen ligger  i kantonen Vierzon 2e Canton som tillhör arrondissementet Vierzon. År 2022 hade Nançay 768 invånare.

## Befolkningsutveckling
Antalet invånare i kommunen Nançay
Referens:INSEE